# Paramecyna x-signata
Paramecyna x-signata là một loài bọ cánh cứng trong họ Cerambycidae.